# Altar de la gens Augusta
El Altar de la gens Augusta es un altar de sacrificio de la época romana dedicado al culto imperial, descubierto en la ladera de la colina de Byrsa, dentro del sitio arqueológico de Cartago y conservado en el Museo Nacional del Bardo, en la llamada Sala de Cartago que ocupa el antiguo patio del palacio Beylical.
La obra, desde su descubrimiento dos años antes del estallido de la Primera Guerra Mundial, ha sido objeto de comentarios laudatorios que evocan diversos aspectos de las cualidades de este descubrimiento, entre ellos una monografía de Louis Poinssot, que sigue siendo fundamental casi un siglo después de su publicación en 1929.
A mediados del siglo XX, Jean Charbonneaux consideró que la obra era un buen ejemplo de arte folclórico romano, por «la claridad y sencillez ingenua» que la caracterizaba, tanto más importante, cuanto que «han sobrevivido pocos relieves monumentales del siglo de Augusto».
Los especialistas contemporáneos confirman la importancia de esta pieza arqueológica. «Un documento importante para la comprensión de la ideología imperial» según Abdelmajid Ennabli, se considera un manifiesto del arte agustiniano, «una alianza entre el realismo romano y el idealismo griego» según Mohamed Yacoub, y el testimonio más espectacular hasta la fecha de este arte en el África romana según Yann Le Bohec.

## Datación e historia

### Contexto histórico

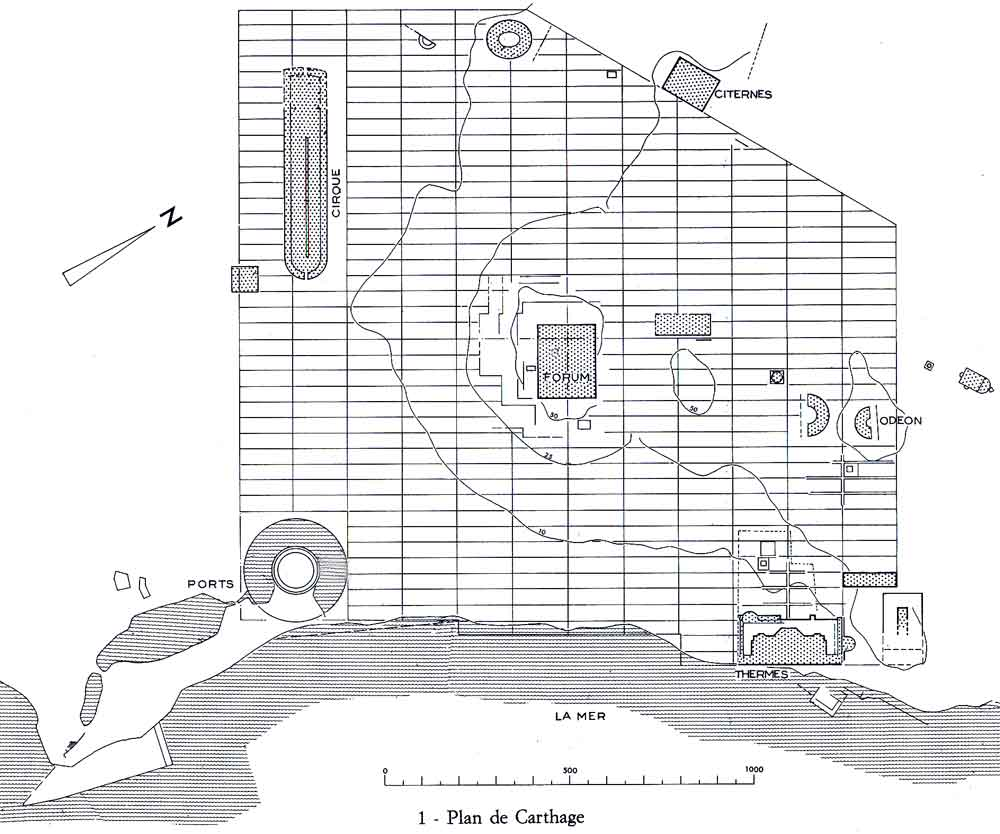
Mapa de la Cartago romana con la ubicación del lugar del descubrimiento.

El altar fue descubierto en las inmediaciones del templo de la Gens Augusta de Cartago, y sin duda pertenece al mismo complejo de culto. La ciudad púnica de Cartago, destruida en el año 146 a. C. al final de la tercera guerra púnica, fue objeto de un efímero intento de establecer una colonia romana por parte de Cayo Sempronio Graco, tribuno de la plebe en el año 123 a. C., y que murió en el año 121 a. C.
El proyecto de instalar veteranos resurgió con Julio César, pero nuevamente permanece sin acción, debido al asesinato de este último en los Idus de marzo del 44 a. C. El renacimiento de la ciudad es obra del futuro Augusto, que la reconstruyó en el 29 a. C. y la renombró como Colonia Iulia Concordia Carthago. Al antiguo nombre se le asignan los de su familia adoptiva, la gens Julia, y la ciudad fue puesta bajo el patrocinio de la diosa Concordia, tan deseada después de los tormentos de las guerras civiles que perturbaron a Roma en el último siglo antes de Cristo.
Las primeras construcciones de la ciudad son públicas; responden a la intención de convertirla en un ejemplo de romanidad para iniciar el proceso de romanización de esta región con un pasado, tanto líbico-númida y púnico.
Como «colonia romana en tierra africana», fue una capital administrativa que se fundó primero, con instalaciones privadas que únicamente llegaron más tarde, con el creciente enriquecimiento proporcionado por las numerosas exportaciones a Roma: principalmente de trigo, pero también de aceite de oliva, destinado especialmente al sistema annone de aprovisionamiento para la ciudad de Roma.

### Redescubrimiento del Templo de la gens Augusta y el altar

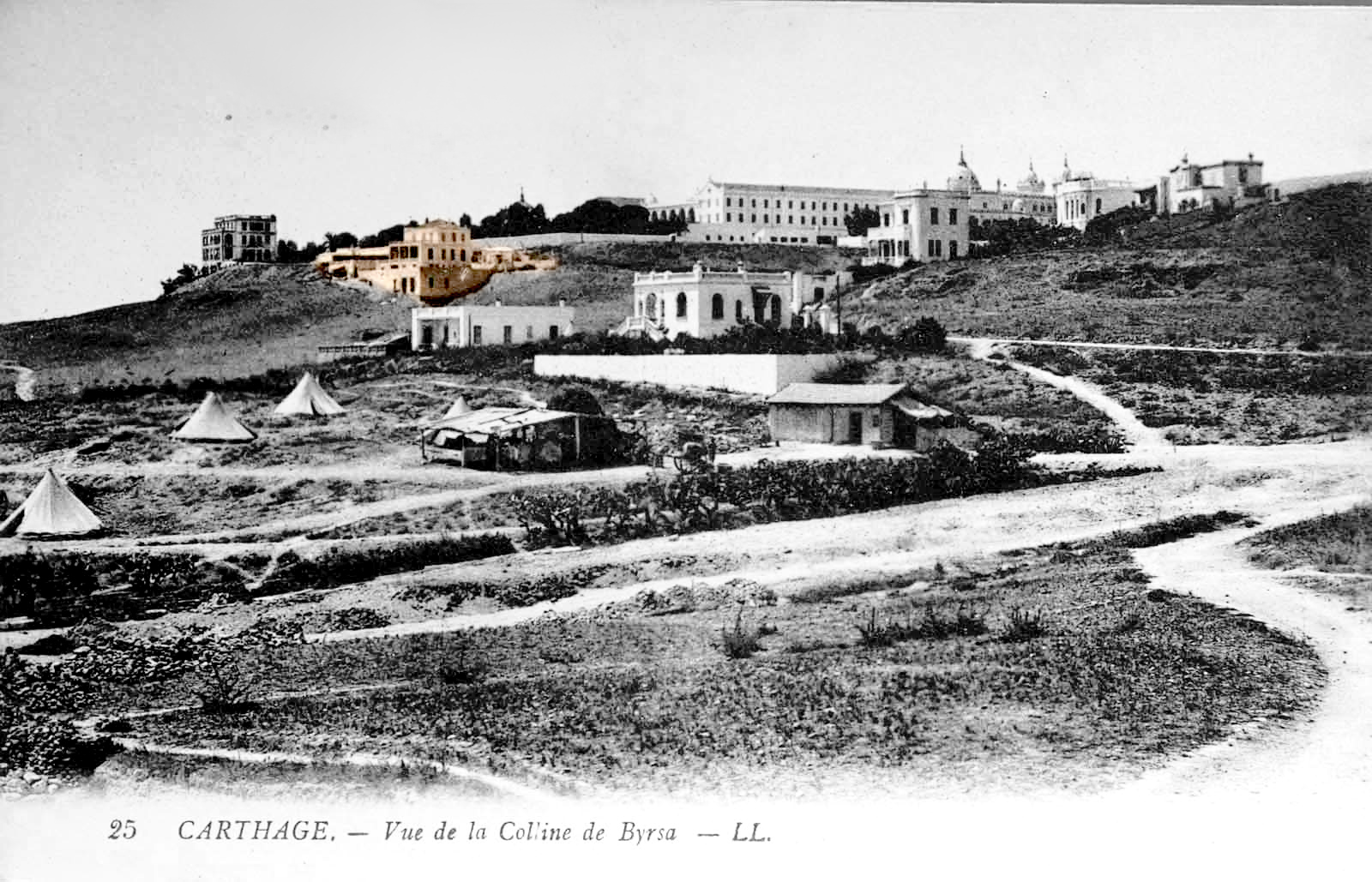
La villa Saumagne, lugar de descubrimiento del altar, en una antigua tarjeta postal.

El templo de la gens Augusta, compuesto de tres salas de dos por tres metros, fue encontrado el 17 de septiembre de 1912 en el jardín de la propiedad de Charles Saumagne, cerca de la oficina de correos y no lejos de los ábsides conocidos como de Beulé. Contiene, en particular, una inscripción
GENTI AUGUSTAE P. PERELIUS HEDULUS SAC(erdos) PERP(etuus) TEMPLUM SOLO PRIVATO PRIMUS PECUNIA SUA FECIT
« Para la familia de Augusto, P. Perelio Hedulo, un sacerdote perpetuo, fue el primero en construir un templo en su propiedad a sus expensas.»
La inscripción está fechada al principio del Imperio romano por la forma de las letras de la inscripción.
El altar fue redescubierto el 27 de febrero de 1916. El bloque de coronación del altar está parcialmente conservado, falta una cuarta parte según Poinssot. Este bloque se encontró no lejos de la base y un bloque de piedra cúbica de la obra.
Conservado en un jardín cerca de su lugar de descubrimiento, fue legado por los dueños de la tierra, Albert y Víctor Bessis, al Museo del Bardo. Fue trasladado por Louis Poinssot, poco antes de la edición de su obra de 1929, al gran patio del Palacio del Bardo (Túnez), donde todavía se encuentra. El espacio en el centro del cual está la obra, ahora «una de las obras maestras del museo del Bardo», se llama Sala de Cartago.

### Datación

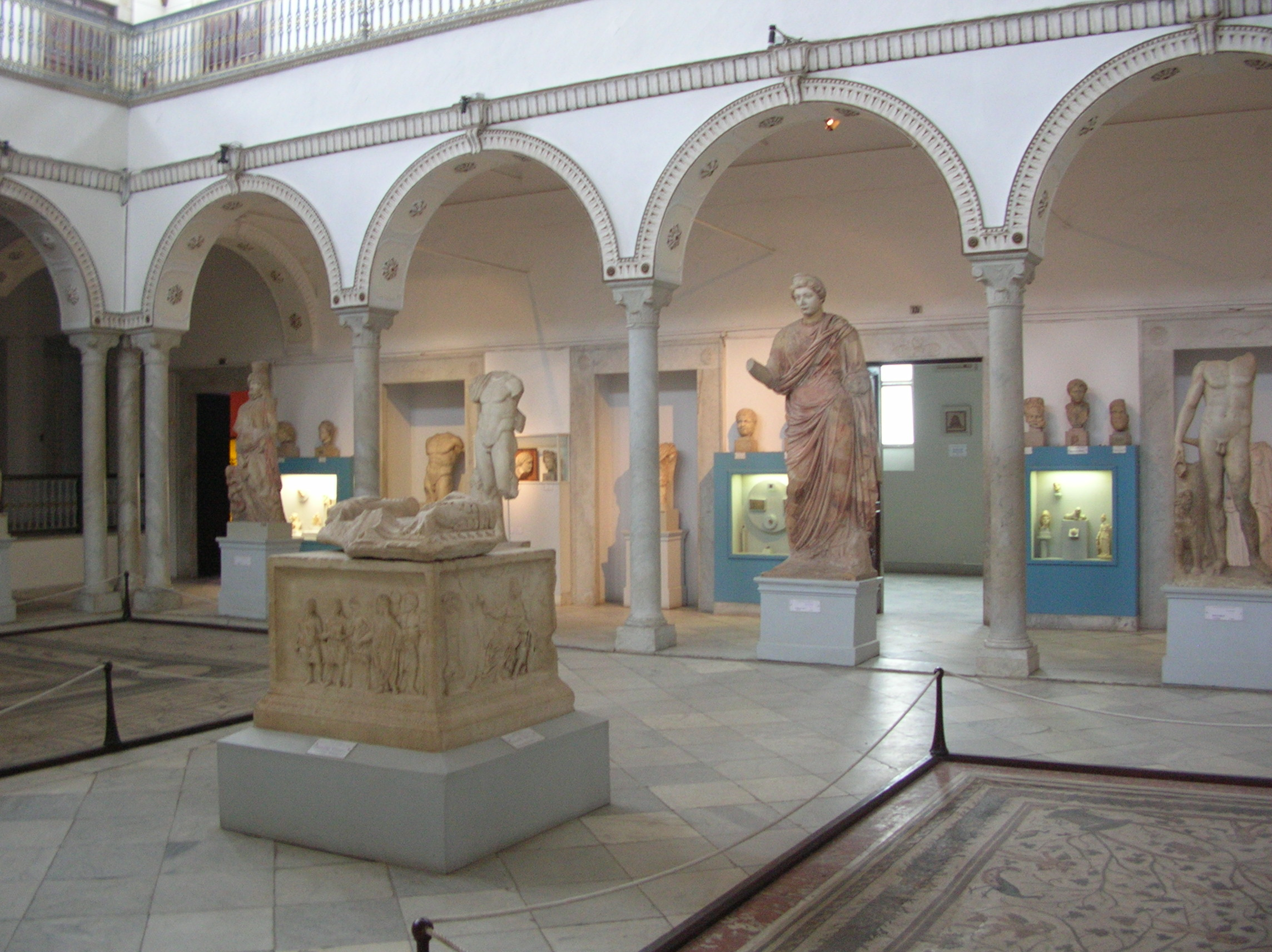
Vista del altar en la sala de Cartago del museo del Bardo.

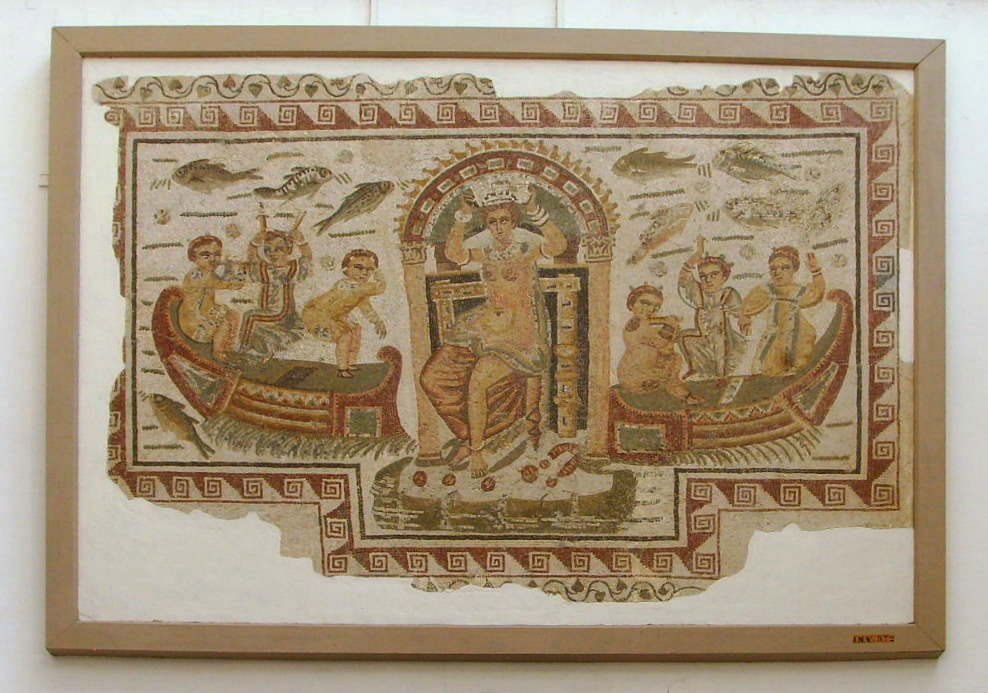
«Coronación de Venus» de las excavaciones de la casa de Ariadna que tenía azulejos estampados con el nombre de Perelius Hedulus.

El altar proviene de un taller de la antigua Roma. Está fechada entre los siglos I a. C. y I d. C., el mismo período que el Ara Pacis. El altar fue erigido a sus expensas y dedicado por un africano, probablemente un ciudadano romano, P. Perelio Hedulo, en un espacio entre el Cardo IV y V de la ciudad romana. La tierra pertenecía al dedicado, sin duda un rico liberto, dado su apellido según Marcel Le Glay, y que es el primer titular local del culto imperial en la capital de la provincia. Su título es sacerdos perpetuus: este título está vinculado quizás a un título honorífico conservado de por vida o a una misión que se le ha confiado por su entusiasmo en la celebración de un culto que fue el primero en su ciudad en hacerlo. No lejos del lugar donde se descubrió el altar hay ladrillos estampados con el nombre de Perelius Hedulus, otros a nombre de C. Iuli Antimachi, con un Capricornio. El nombre de Perelius Hedulus está presente en los azulejos encontrados durante las excavaciones de la casa de Ariadna, también en Cartago. Según Le Glay, «cabe preguntarse si Hedulus era un hombre de negocios que dirigía una fábrica de azulejos, creada por un negociador de Roma, en una época en que el urbanismo cartaginés estaba en auge». El altar, así como el templo que indudablemente estaba asociado a él, son manifestaciones del evergetismo del devoto.
El altar está vinculado a un templo dedicado por P. Perellius Hedulus en cuyo entorno se encuentran azulejos con el motivo del Capricornio, vinculados a la concepción de Augusto. Asimismo, la persona del emperador no se considera divinizada, pero se sabe que la apoteosis de Augusto tuvo lugar muy rápidamente bajo su sucesor Tiberio. La entrega del clipeus aureus, fechada del año 27 a. C., es también un elemento de datación, como lo son los presuntos endeudamientos del Ara Pacis erigidos entre el 13 y el 9 a. C. El culto al Genio Augusto se estableció en el 8 a. C. y se cree que condujo al nacimiento del culto de los gens Augusta. El tema del panel de Eneas se retoma muy a menudo antes de la muerte de Augusto, pero el tema presente desde mediados del siglo I a. C. presenta a Eneas con Anquises pero sin Ascanio.
La obra data del reinado de Augusto, aunque la fecha precisa es aún discutible: datable según Poinssot de «un período muy cercano al comienzo de la era cristiana», de un rango entre el 27 o 15 a. C. y el reinado de Tiberio según Gilbert Charles-Picard, y «en torno al año 1 de nuestra era» según Le Bohec, constituye una de las piezas más antiguas que evocan la ideología y la religión imperial, cuando «la iniciativa privada todavía coexiste con la iconografía oficial». Augusto restauró el orden después de las guerras civiles del siglo I y se convirtió en Augusto en el 27 a. C. En este contexto, la persona de los príncipes es adorada por artistas y poetas, como Virgilio en la Eneida.
El Ara Pacis, inaugurado en el 9 a. C., es el «monumento más completo del arte agustiniano»: el papel de Eneas, la fundación de Roma, la protección de Apolo de la que gozaba el emperador se recuerdan en particular en este edificio. El altar de la gens Augusta es una prueba de la refundación de Cartago por Augusto, y de la difusión de los temas definidos en Roma en el Ara Pacis. Aunque «más modesta en ambición y mano de obra», la obra es uno de los muchos testimonios «de la religión imperial en ciernes». Las obras son de inspiración griega o itálica, pero lo que es nuevo es el tema y el programa iconográfico utilizado, que «se impone a todo el Imperio».
Según Poinssot, la obra sufrió posteriormente mutilaciones, probablemente deliberadas, especialmente en manos y rostros y en objetos salientes: estas mutilaciones estaban destinadas a reducir el poder de los ídolos representados.

## Descripción

### Generalidades
El altar es de mármol de Carrara, de grano fino, pero, según Poinssot, de segunda elección porque las venas del material están presentes, especialmente en la escena de Eneas. El artista usó el trépano moderadamente para algunos de los huecos, el monumento estaba situado en un templo, dado el estado de conservación de la superficie del mármol.
Está decorado con bajorrelieves en sus cuatro lados; los paneles están enmarcados por una especie de pilastra con tallos de hojas de laurel o flores.
Por un lado está la representación de la preparación de un taurobolio (un sacrificio al genio imperial según Colette Picard,) y por otro lado la huida de Eneas, el mítico antepasado de los romanos, acompañado por su padre Anquises y su hijo Ascanio. Los dos últimos lados representan el primero una Roma personificada con casco, que se enfrenta a las armas y un altar decorado con un cuerno de la abundancia, para el otro Apolo, divinidad protectora del pueblo, sentado en un trípode. Esta última cara es considerada por Colette Picard como una representación de Apolo Actien, receptor del voto formulado por Octavio en la batalla de Actium.
Algunos detalles evocan reparaciones antiguas, tal vez en el taller original según Poinssot: así, en el relieve de Anquives, el pie derecho ahora perdido era un aprovechada. El ha restaurado la paz y la prosperidad en Roma.

### Paneles figurativos

#### Panel de Apolo

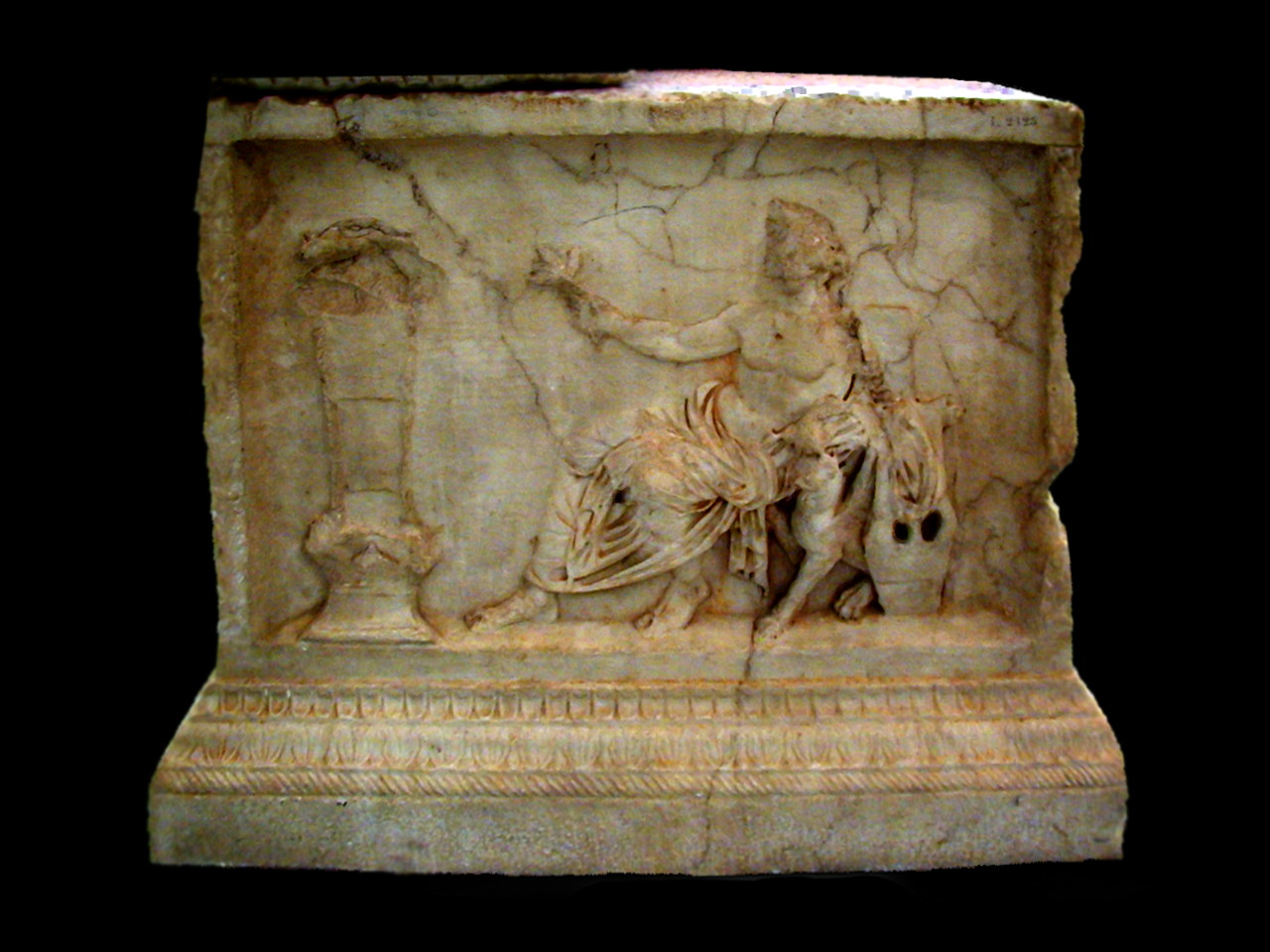
Panel de Apolo.

La deidad está representada en la mitad del tamaño normal de un ser humano. A su lado hay una kithara representada según la misma escala y equipada con seis cuerdas y un resonador en su parte delantera. Frente a la deidad se representa un trípode, que está muy mal conservado, así como dos pies con garras. Poinssot evoca un tercer pie representado por una banda pintada.
Según la campaña augustiniana, Apolo fue la deidad protectora de Augusto después de su compromiso a su lado durante la batalla de Actium. La divinidad representada en el altar también está ligada a la persona de Augusto: de hecho, es este dios quien habría presidido, en forma de serpiente, la concepción del futuro emperador.

#### Panel de Roma

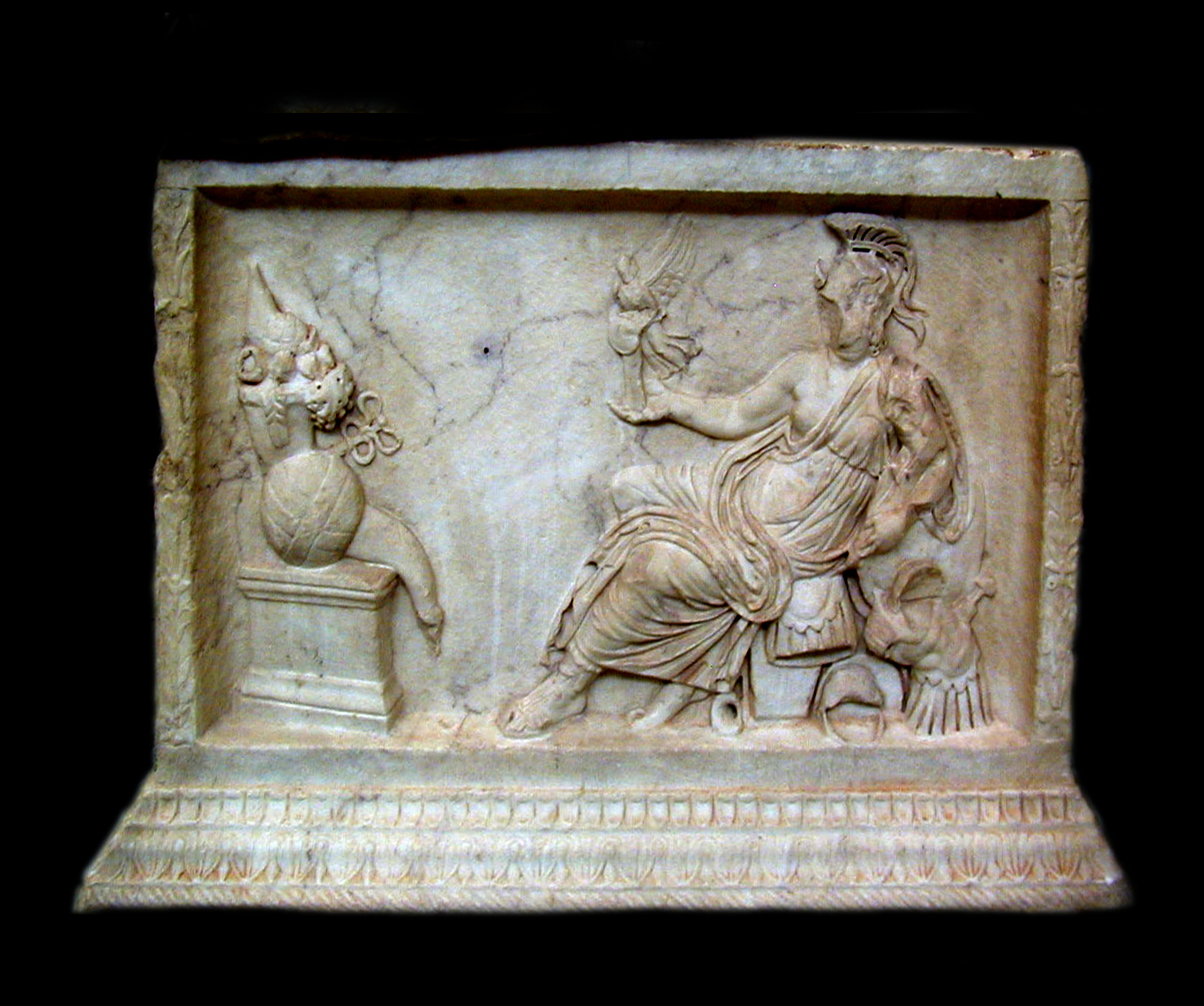
Representación de Roma personificada.

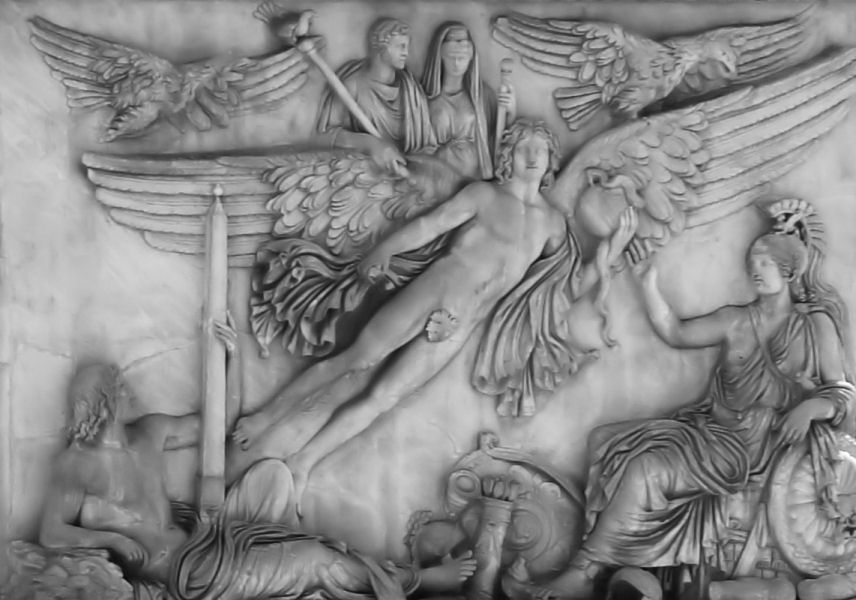
Base de la columna de Antonino Pío, apoteosis de Antonino Pío y de Faustina; a la derecha se puede apreciar la actitud similar de la «personificación de Roma» de la obra cartaginesa.

La personificación de Roma se presenta como una guerrera y se representa como una amazona, con el pecho derecho descubierto, excepto que está envuelta hasta los pies. Las armas y los elementos de la armadura, incluido el casco, se acumulan a su lado. La boquilla de una trompeta es visible. La diosa tiene un escudo bajo su brazo izquierdo y una espada corta con una empuñadura degradada.
El rostro de la deidad ha sufrido una degradación. Su casco está coronado por una cresta que termina en una cola de caballo. En su mano derecha, la diosa sostiene un pilar con un escudo detrás del cual vuela una Victoria alada. Poinssot cree que el panel representa el clipeus aureus ofrecido a Octavio en el 27 a. C. por el Senado y el pueblo de Roma y colocado en la Curia Julia en el foro, después de haber sido emplazado en una columna y superar una victoria.
Poinssot evoca la similitud de la actitud de Roma, con la del rostro del pedestal de la columna de Antonino Pío, siendo la única diferencia notable la representación de la Victoria alada que está ausente en el pedestal, que también tiene elementos mucho más detallados que en el altar. Según este autor, el arquetipo de las dos obras sería una representación de Roma en el Ara Pacis.
Frente a la personificación de Roma hay un cipo funerario o altar, sobre el cual hay un caduceo, una esfera con armadura y un cuerno mucho más grande del tamaño real. Poinssot considera que se trata de un «motivo de relleno» y la esfera no parece haber sido objeto de ningún trabajo de acabado. Simboliza el mundo según Le Bohec. El cuerno de la abundancia contiene una piña, una granada, una espiga de trigo y un racimo de uvas, así como una hoja de vid. Todos los elementos decorativos evocan a Roma como proveedora de beneficios, además de los signos de recordatorio de las victorias militares. Estos elementos que recuerdan a la paz también fueron usados por César y Marco Antonio. El artista asoció la persona del emperador con la diosa en el «panel de Roma» durante su vida, incluso antes de que se convirtiera en su paredra a través de la apoteosis. La iconografía del mismo panel simboliza, según Le Glay, «el nuevo régimen cosmocrático de Augusto y garante de la Edad de oro».
La obra es testigo de la piedad de Augusto, que honra a sus antepasados y a los dioses en uno de los paneles, y de la de Eneas, su legendario abuelo. La piedad de Eneas hacia su padre es respondida de esta manera por la piedad de Octavio Augusto.

#### Panel de Eneas

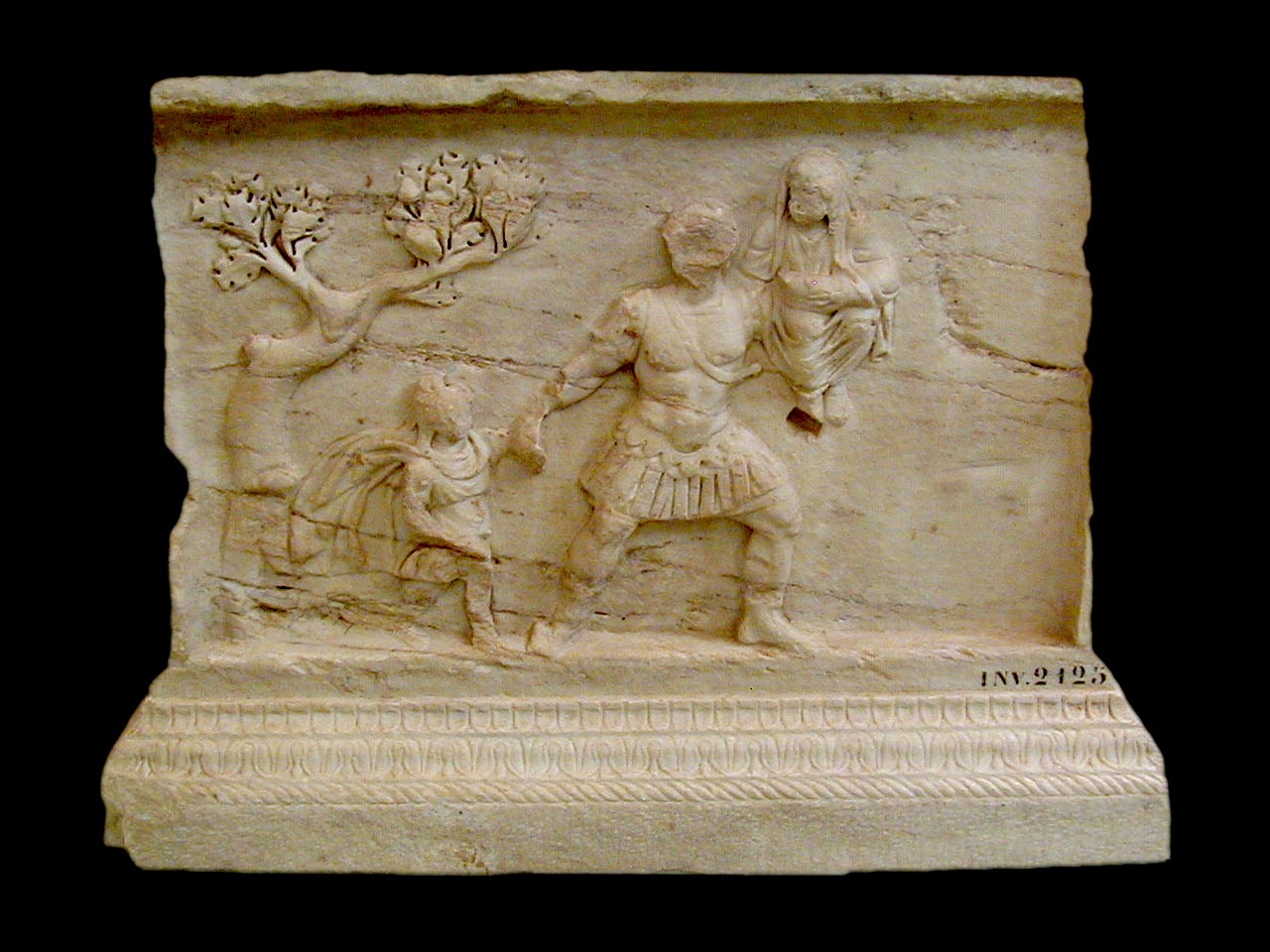
Escena de la huida de Eneas.

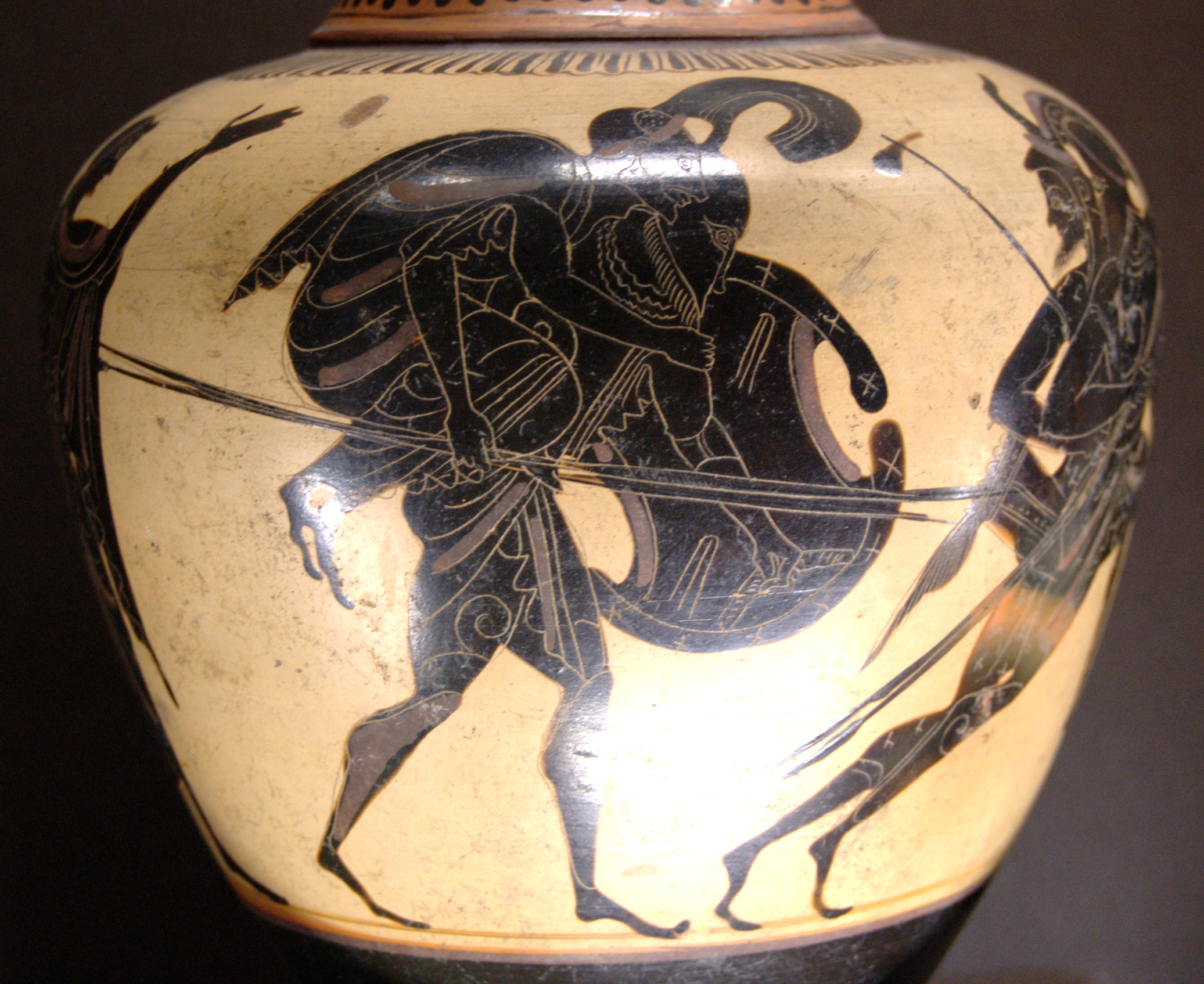
Eneas cargando con Anquises, enócoe de figuras negras, c. -, museo del Louvre (F 118).

El tema de Eneas se tradujo en obras de arte desde el siglo VI a. C. en la pintura de jarrones, y también en Pérgamo. La representación de Eneas también recordaría el mito de la fundación de Cartago, el lugar donde se exhibió la obra. Eneas, que es el personaje principal en esta parte de la obra, está vestido con una coraza con festones y sandalias del mismo tipo que las utilizadas para la personificación de Roma.
La cara del personaje fue dañada en algún momento desconocido. Sostiene a su padre Anquises con su brazo izquierdo, y este sostiene los penates de Troya contra él en una cesta. Es del tamaño de un niño, con barba y un velo alrededor de su cara. Con su mano derecha sostiene a su hijo Ascanio, llevando un gorro frigio y un manto flotante.
Un viejo roble ocupa el lado izquierdo del panel, cuyas hojas son exageradamente grandes. En el cruce de dos ramas hay una cabeza de buey o de toro. El panel representa la salida de Eneas del bosque de Ida, simbolizada por el roble en cuyo tronco había realizado un sacrificio.
La torpe yuxtaposición de los personajes de este panel delata «la insuficiente adaptación de un prototipo que no es un bajorrelieve», un prototipo que está en alto relieve o en bulto redondo según Poinssot. El prototipo es temprano y data de alrededor del comienzo de la Era Común, es decir, antes de la muerte de Augusto, ya que la representación no es la que prevaleció a mediados del primer siglo. Según Poinssot, el prototipo representado en el altar habría inspirado a Virgilio ciertas escenas de laEneida', como Ascanio que sigue a su padre sosteniéndolo de la mano, lo que supone una fecha del prototipo anterior al 19 a. C..
Los prototipos pueden estar relacionados con la decoración del Templo de Marte vengador en el Foro de Augusto, que presentaba a los ancestros de la gens Julia. Este mismo autor considera que el relieve de Eneas, Ascanio y Anquises, podría haber sido hecho para ser colocado en un frontón.
El dedicatorio del altar, Perelio Hedulo, tenía la intención de evocar el linaje divino que venía desde Venus y Anquises a la familia de Augusto. En el panel de Eneas, según Charbonneaux, «el defensor de Troya, el futuro fundador de Roma [...] prefigura a Augusto, hijo adoptivo de César y vengador...». De la misma manera, según el mismo autor, la eternidad de Roma está garantizada por la unión de Venus y Anquises [...] "[y]" Ascanio-Julus es el antepasado homónimo de la familia de Julio que continúa en el linaje de Augusto, en la gens Augusta. El uso del tema de Eneas en un monumento de una ciudad de provincia es muy temprano y el edificio es «un raro ejemplo de un monumento decorado con una escena sobre los orígenes de Roma [...] directamente [...] relacionado con el culto imperial».

#### Panel del taurobolio o sacrificio

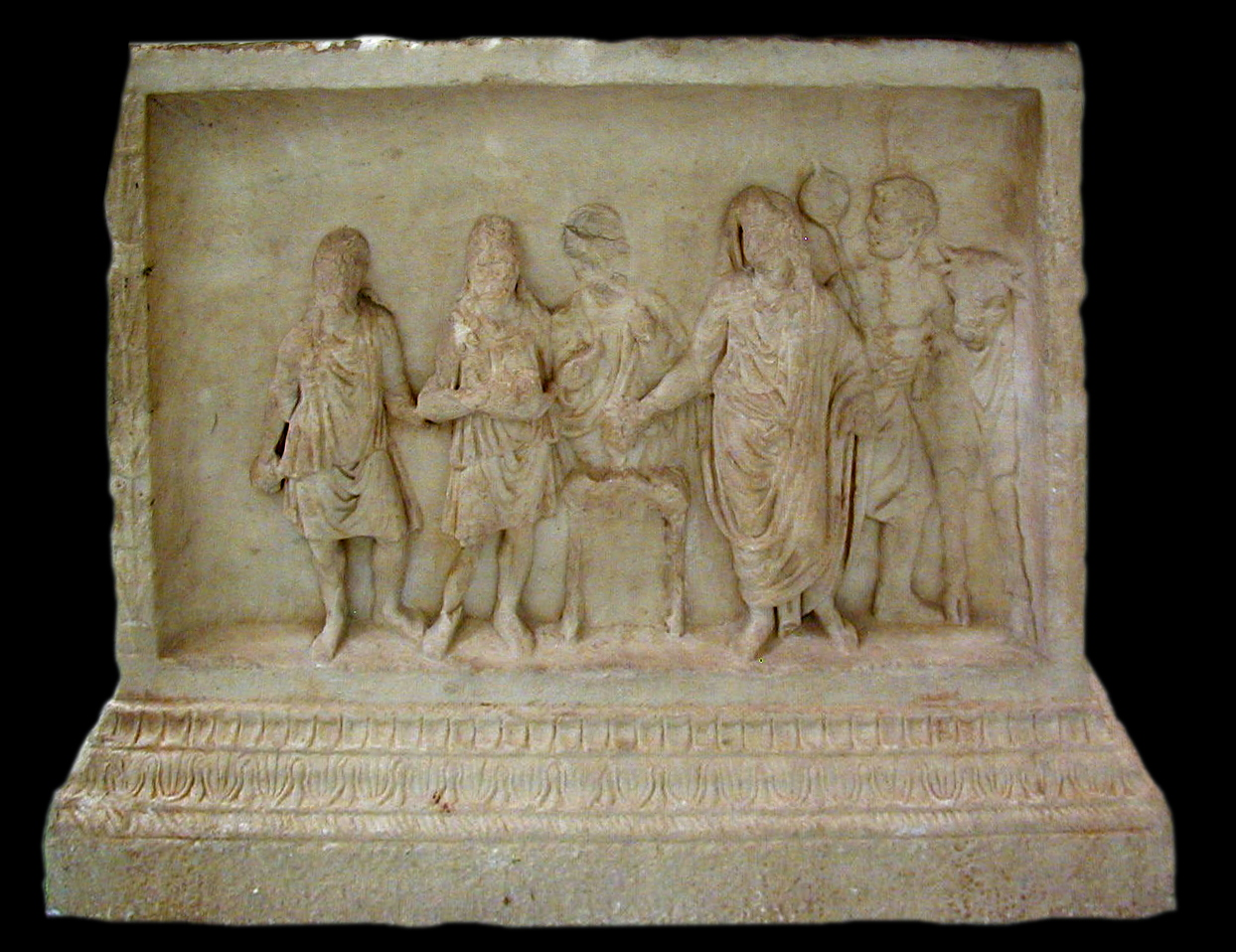
Escena del sacrifico del toro.

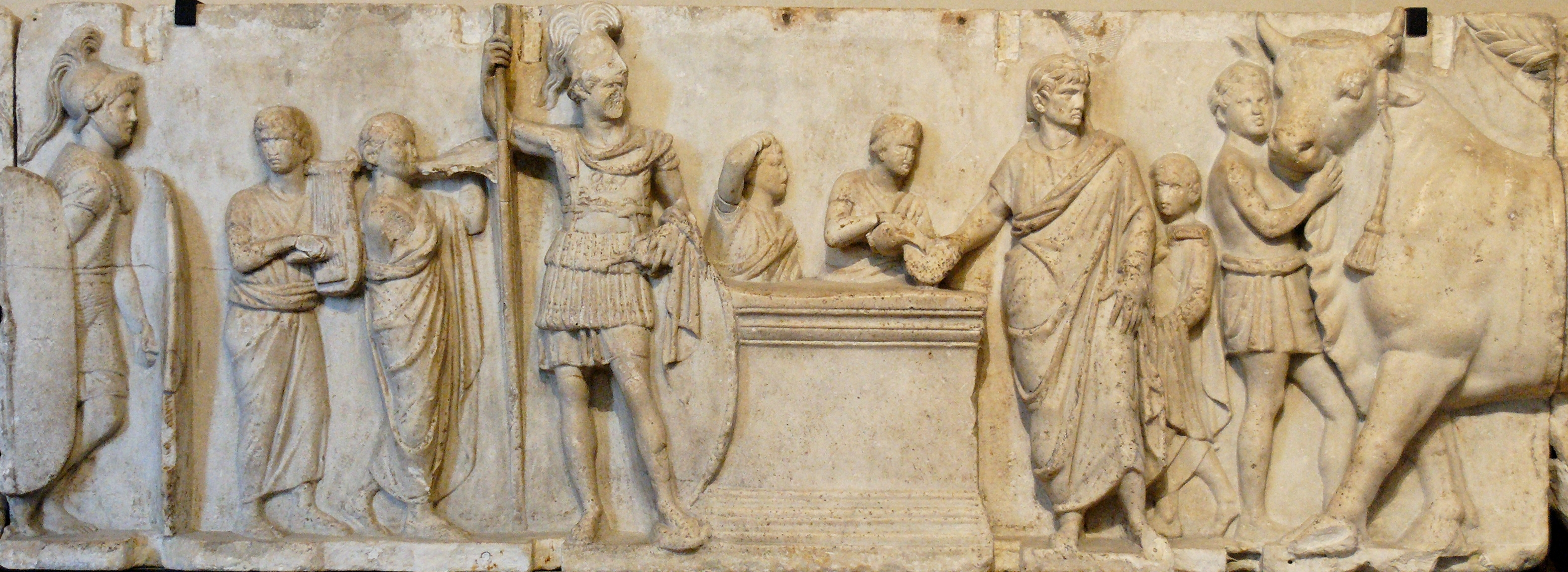
Representación del taurobolio sobre la base del grupo estatuario de Domicio Enobardo, elemento conservado en el museo del Louvre.

El altar presenta un sacrificio en una de sus caras mientras que las otras caras están dedicadas a temas mitológicos y a los antepasados de la ciudad. El mismo sesgo está presente en la base del grupo estatuario de Domicio Enobardo, pero también en el Ara Pacis, donde «la historia y la leyenda se mezclaron de la misma manera». El panel presenta cinco figuras humanas y el animal que va a ser sacrificado, un bovino; todos estos seres se presentan de frente. Dos de las figuras están en el fondo, una detrás del altar (tibicen, flautista) y la otra detrás del oficiante principal (victimarius, sacrificador).
Dos camelli vestidos con una túnica están frente al oficiante: uno sostiene un jarrón de agua y su brazo izquierdo está estirado hacia adelante; el otro sostiene abierta una caja destinada a contener incienso, acerra. Un altar está en el centro de la escena, con las acroteras, las pilastras y el frontón. No está representado en una escala realista, siendo mucho más pequeño que el tamaño real.
Poinssot señala que el altar representado es quizás un modelo del monumento y probablemente estuvo pintado. El flautista, vestido con una toga, se coloca detrás del altar y tiene los antebrazos levantados; probablemente sostenía una flauta doble. El oficiante, el propio Augusto, parece, o el dedicado, Hedulus, lleva la toga como lo hacían al principio del imperio, y una pliegue le cubre la cabeza. El brazo derecho se coloca sobre el altar, y la escena representa el momento en que deposita el incienso, según Poinssot. El oficiante se presenta de una manera menos estática que las otras figuras: su perfil es frontal y su rostro está girado hacia la izquierda. Está desnudo excepto por un taparrabos y un cinturón que lleva un cuchillo. El hombro derecho tiene un mango cuyo mazo es un disco. El brazo izquierdo está sobre el animal destinado al sacrificio.
El animal destinado a la ceremonia es un becerro, un toro o una vaca, que tiene el pecho cubierto, algo poco frecuente. Sin embargo, el animal no está provisto de elementos decorativos que son relativamente comunes en otras representaciones y que han sido probados durante las ceremonias de culto. En esta escena, una vez más, la escala no se respeta.
Tanto el panel del taurobolio como el de la huida de Eneas fueron hechos para ser vistos desde un ángulo según Poinssot; en estos elementos el roble así como la cabeza del animal están destinados a atraer la mirada.

### Remate
La remate del altar no fue perdonado por el tiempo, una gran parte no se encontró cuando la obra fue descubierta. Tiene en dos lados un frontón con una acrotera, y decoración de modillones en los otros dos lados. Una decoración de palmetas, molduras, roleos y hojas de la flor de loto formando volutas ocupa el espacio en una composición compleja. El uso del motivo de las palmetas y el loto, presente en el orden jónico, parece estar relacionado con el lado conservador del arte de Augusto. El remate o coronación, más propiamente el balteus, tiene dos hileras de ova y dardo y filas de perlas y rodeos y presenta en sus extremos un follaje que comprende hojas de acanto. Uno de los dos frontones casi ha desaparecido, pero los dos deben haber sido similares, siguiendo un patrón muy extendido y fechado del siglo V a. C. de «pares de espirales con curvas opuestas colocadas simétricamente».
El artista ha utilizado el esquema común en los tiempos helenísticos y en el Alto Imperio romano del águila agarrando una serpiente: dos serpientes están cara a cara, sus cuerpos forman volutas y la cola del reptil forma un acroterio y rodea al ave de presa. Los espacios vacíos se llenan con motivos de palmetas. El uso de este tema del águila y las serpientes no es solo decorativo, sino también religioso: las serpientes son los genios de la gens Augusta, y el águila lleva las almas de los miembros de la gens al Sol.

## Finalización y precocidad del trabajo
El trasfondo del trabajo no se terminó puliendo, un paso que rápidamente se convirtió en la regla del Imperio. Esta ausencia va en la dirección de un trabajo temprano, incluso si el tema ciertamente lo convierte en un trabajo de Augusto. Se encontraron elementos de otro altar del mismo período del emperador, no lejos del lugar del descubrimiento, en La Malga, y se informó que se conservan en parte en el museo de Argel, y en parte en el museo del Louvre.
Poinssot evoca una impresión de incompletitud con respecto a ciertos detalles. Según este autor, las obras fueron vueltas a elaborar una vez instaladas en su ubicación final. Por lo tanto, lo incompleto se debe a la falta de artesanos capaces de llevar a cabo el trabajo final. Sin embargo, la policromía permitió atenuar este aspecto inacabado.
Los paneles que representan a las deidades se trabajan más finamente que los otros. El panel del taurobolio es irregular, Poinssot evoca sobre el animal del sacrificio «la mediocridad extrema de la representación»; en el mismo panel, habla de un tratamiento intenso del ropaje y una forma grosera de enfatizar los músculos de los protagonistas.
Las dos almohadillas del remate se trabajan de manera diferente, y su cama de hojas de acanto es menos realista en uno de ellos. Poinssot considera que el remate es más cuidadoso que el resto de la pieza, ya que el autor compara la delicadeza de las serpientes con los lagartos que aparecen en el Ara Pacis, al igual que los arranques de las dos obras.
La datación temprana resultante del análisis estilístico es retomada por autores recientes que fechan el trabajo desde el final del reinado de Augusto.

## Fines religiosos y políticos
El culto imperial es la expresión de la «lealtad a Roma y sus príncipes» y los temas iconográficos utilizados en el altar son elementos de propaganda de Augusto; así se encuentran mezclados en la misma obra la política y la religión.
El culto del emperador está asegurado por un flamine de Augusto en el santuario dedicado a él. El culto se realizaba en el altar, como lo demuestran los restos de yeso en la plataforma de la obra: este yeso estaba destinado a fijar una placa de metal o terracota para estar en contacto con el fuego del sacrificio y con canales para el drenaje de los líquidos utilizados en los ritos.

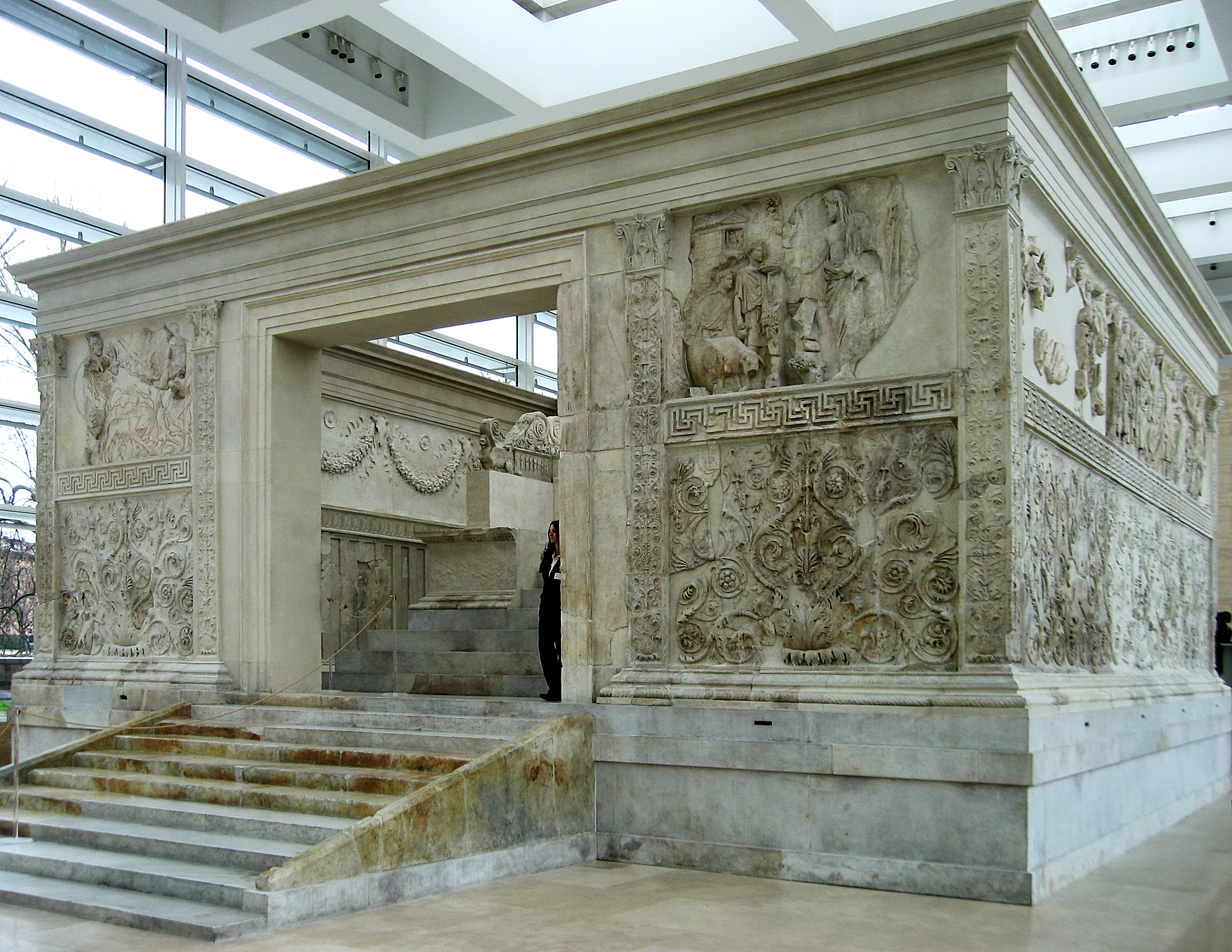
Vista general del altar de Ara Pacis en su lugar de exposición en Roma.

El altar es uno de los medios de información de la época destinado a demostrar la dominación de Roma y el poder imperial sobre el espacio urbano. La refundación de Cartago y la instalación de los colonos italianos tenían como objetivo controlar la provincia africana y difundir los temas de la propaganda dinástica del nuevo poder.
El culto imperial no se impone aunque se fomente; su difusión es el resultado de iniciativas de individuos o grupos agradecidos a la persona del emperador por el fin de los tormentos de las guerras civiles y la prosperidad recuperada. La «virtus [del príncipe] asegura la felicidad de sus súbditos y la fecundidad universal», y su difusión y culto están asegurados por las élites municipales. El historiador Le Glay, destacó el papel desempeñado en la difusión de este culto, tanto en África —como lo demuestra el complejo de culto dedicado por Hedulo— como en Asia, por los libertos, esos «notables locales, liberados por Octavio [...] y que le mostraron su gratitud. No puede dejar de sorprender el papel decisivo desempeñado por los libertos [...] en la iniciativa y la promoción del culto imperial en sus provincias». Hay que señalar también que en África, los numidianos y los moros ya divinizaban a sus gobernantes;5 esta práctica contribuyó sin duda a la aceptación del culto rendido al príncipe.
El altar «retoma algunos de los leitmotiv de la propaganda agustoniana»; su iconografía retoma de manera más modesta el tema del altar de la paz de Augusto y se inspira «en el estilo y la composición» de esta obra. Es un testimonio precioso de la pronta difusión del culto imperial, incluso en el África romana y más particularmente en el África proconsular y, por último, «un testimonio fundamental del uso de temas legendarios en el homenaje religioso que los provinciales rindieron al emperador reinante y a todos los emperadores divinizados».
| Panel                | Virtudes expuestas     | Observaciones          |
| -------------------- | ---------------------- | ---------------------- |
| Panel de Eneas       | Pietas                 | Piedad                 |
| Panel de Roma        | Victoria-Pax-Felicitas | Victoria-Paz-Felicidad |
| Panel del sacrificio | Pietas                 | Piedad                 |
| Panel de Apolo       | Pietas-Victoria        | Piedad-Victoria        |